# أبند
أبَنْد، موضع تاريخي معروف من نواحي جنديسابور بالقرب من الأهواز.

### فهرس المنشورات
1. ↑  الحموي (1977)، ص. 79.

### معلومات المنشورات كاملة
الكتب مرتبة حسب تاريخ النشر
- ياقوت الحموي (1977)، معجم البلدان (ط. 1)، بيروت: دار صادر، OCLC:1014032934، QID:Q114913343